# 贝雷斯泰奇科
贝雷斯泰奇科（羅馬化：Berestechko），或译为别列斯捷奇科，是乌克兰西北部沃倫州盧茨克區贝雷斯泰奇科市镇内的城市及该市镇的行政中心，2020年7月18日前隶属于霍罗希夫区。該市位於斯特里河畔，距離州府盧茨克47公里，始建於1445年6月1日，面積1.98平方公里，海拔高度191米，2022年人口数量为1,630人。

## 图集

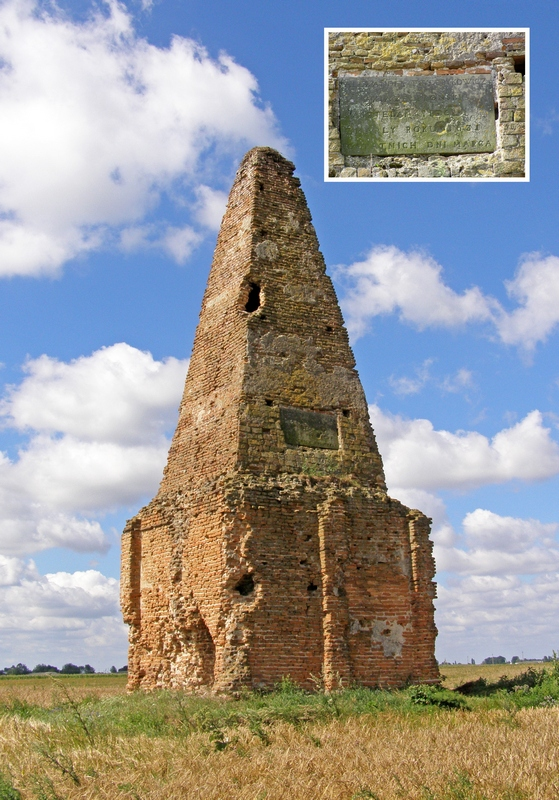
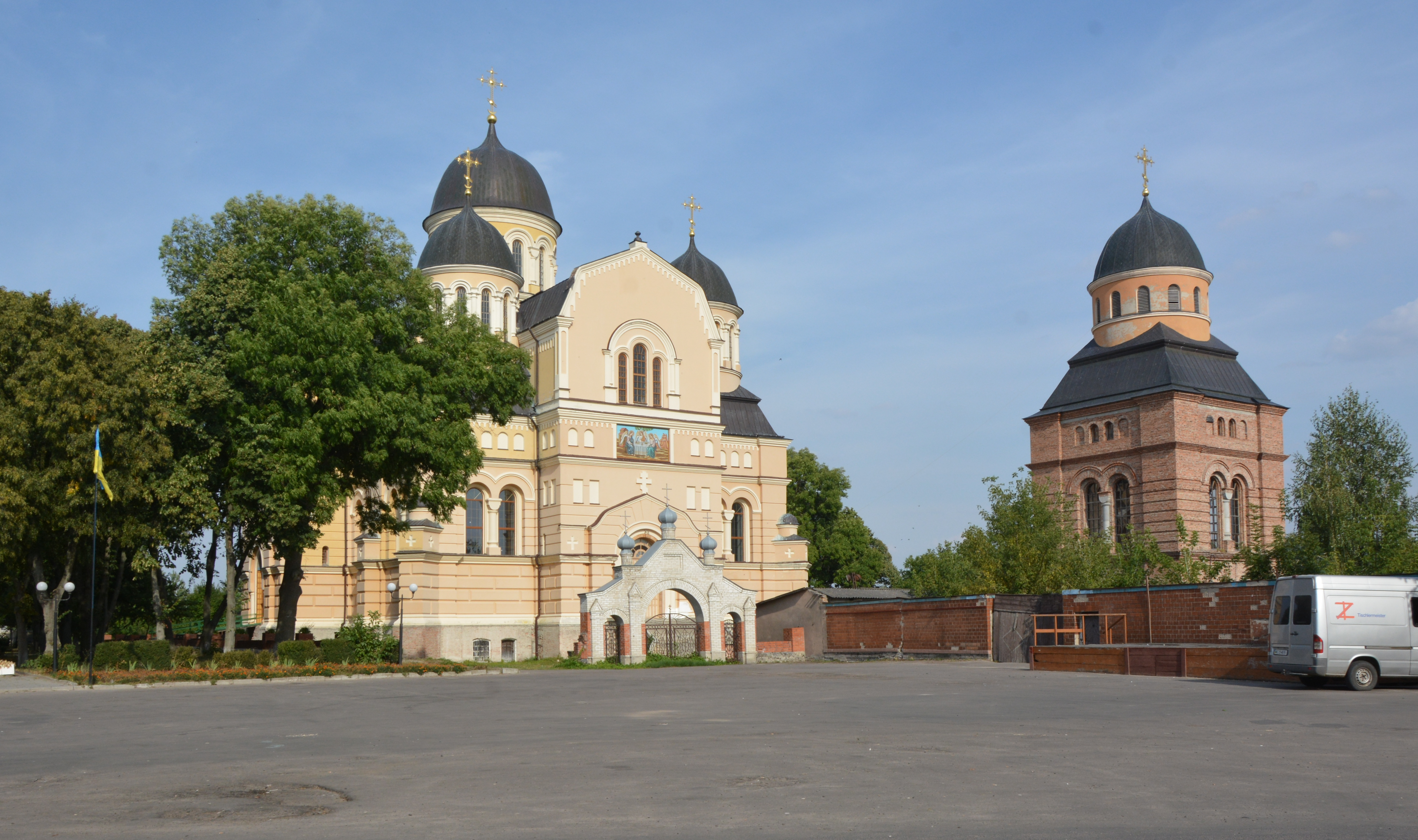
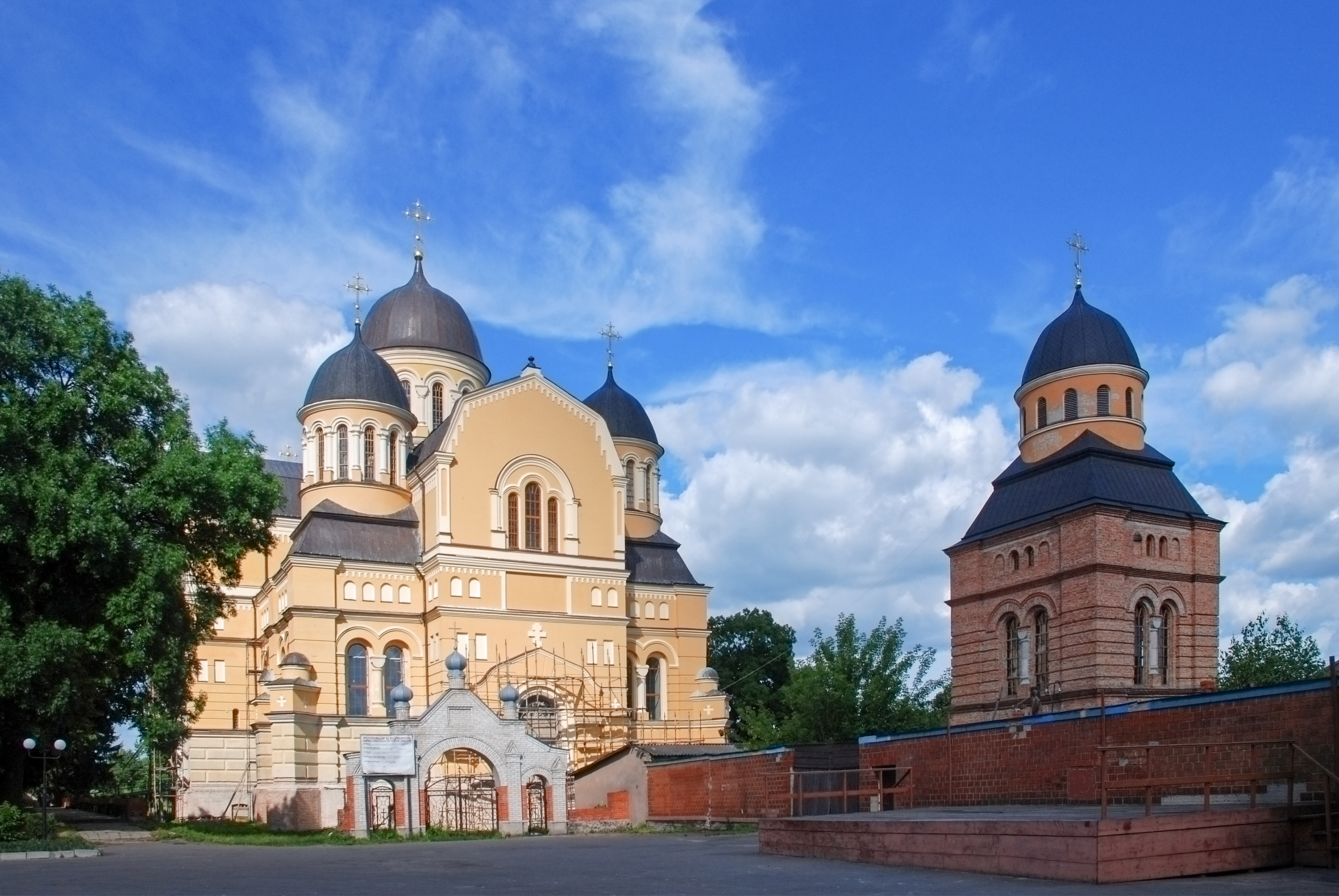
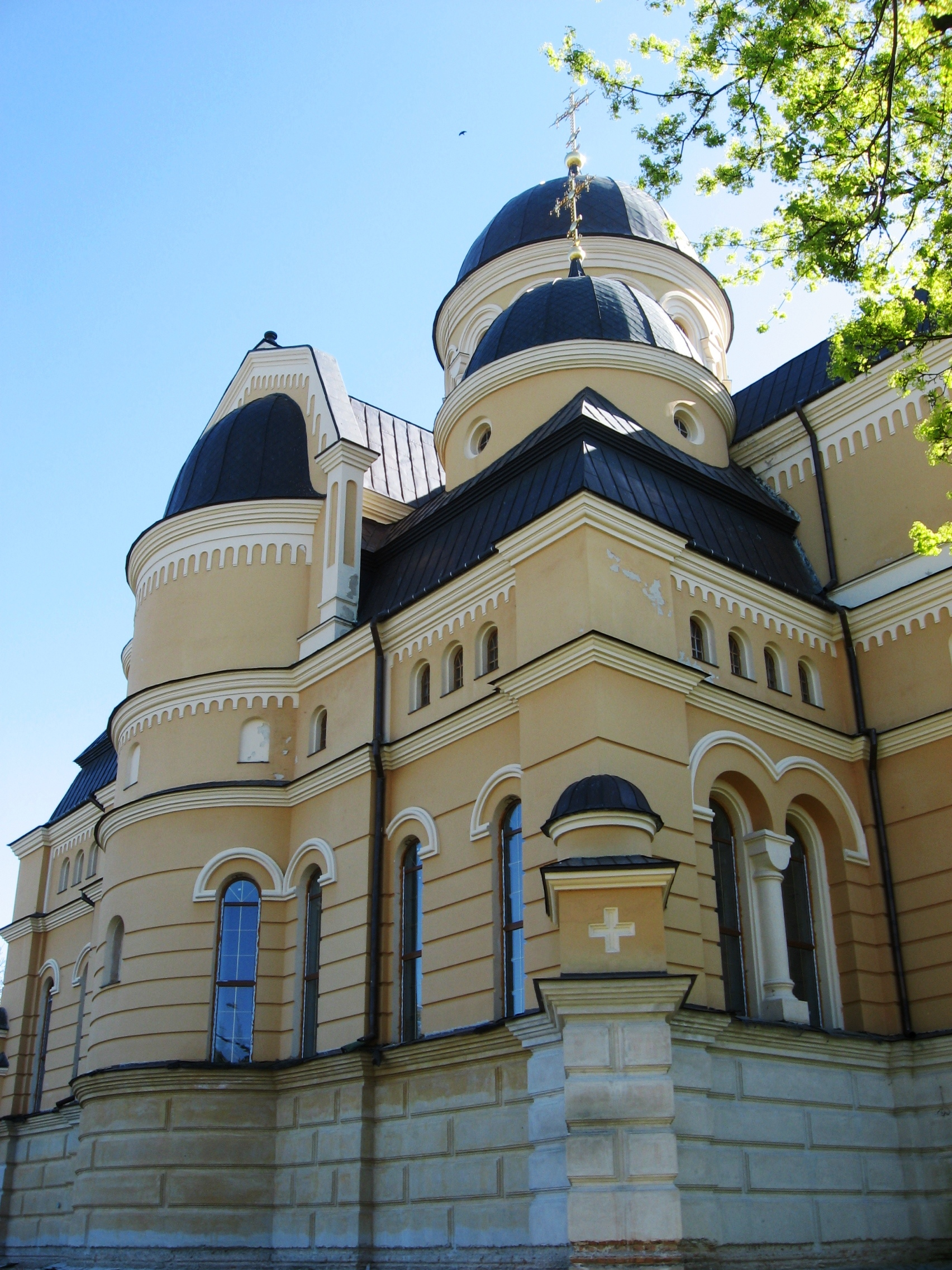
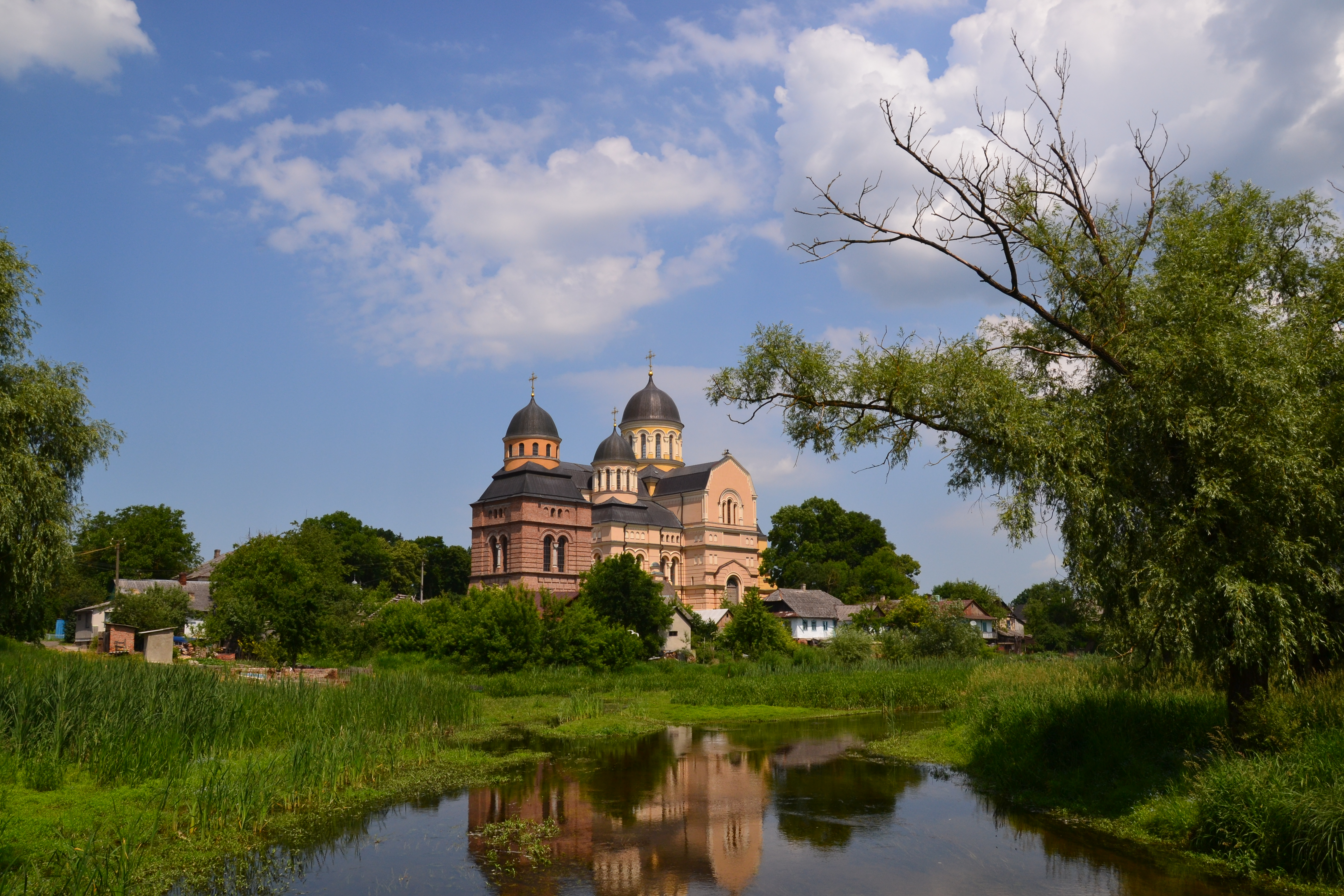
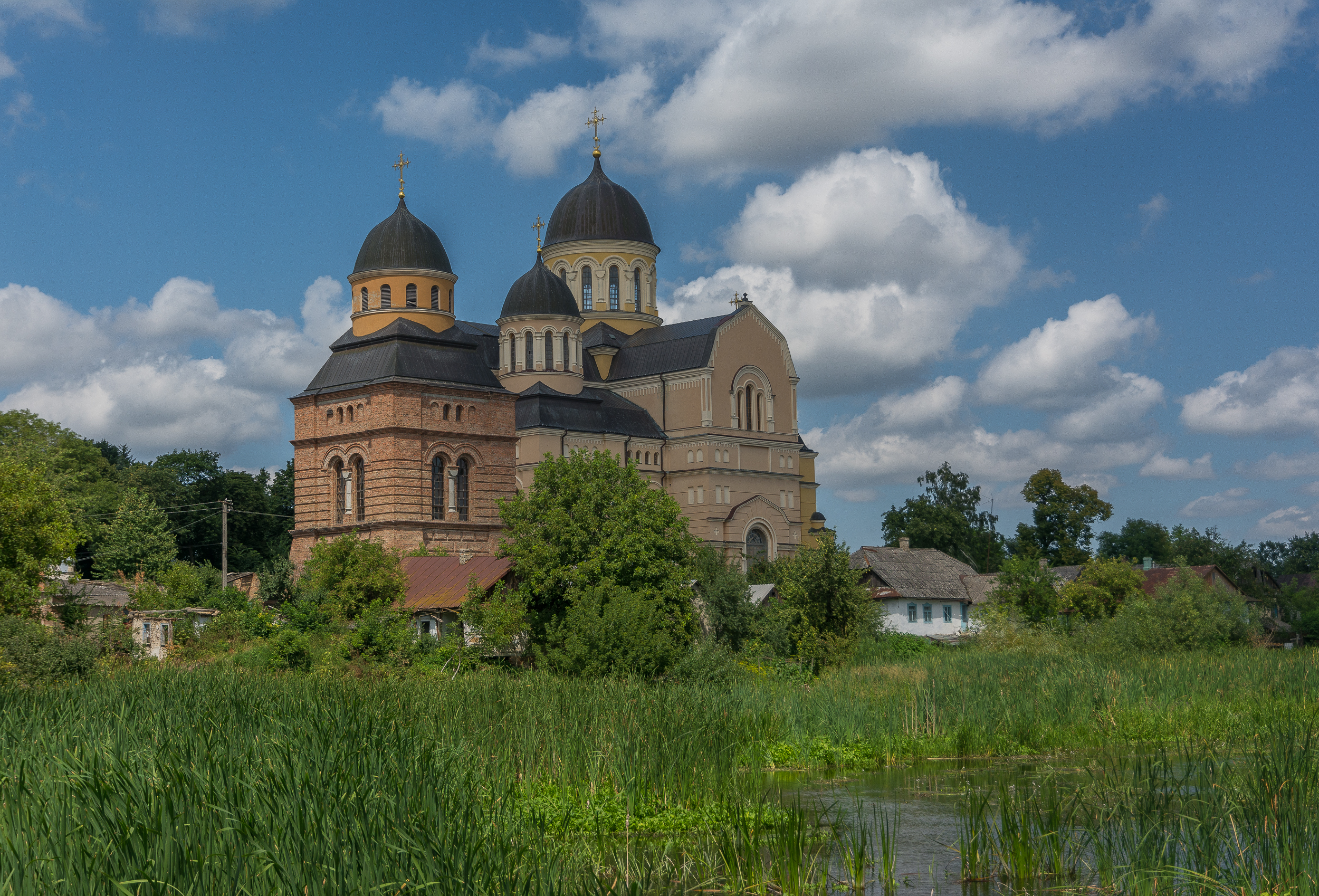
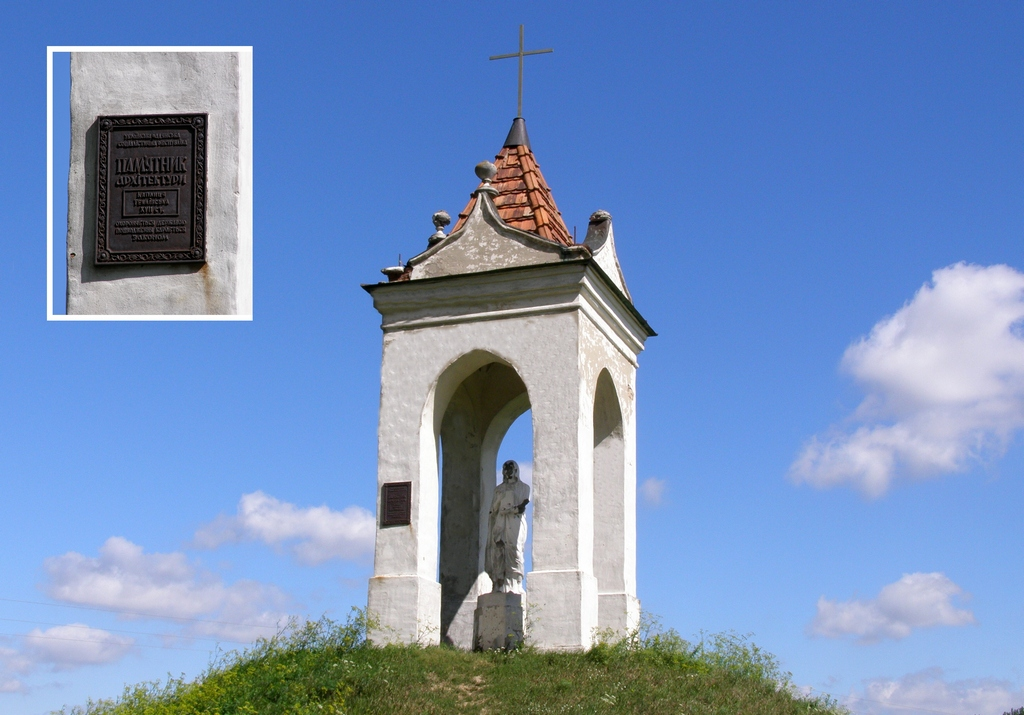
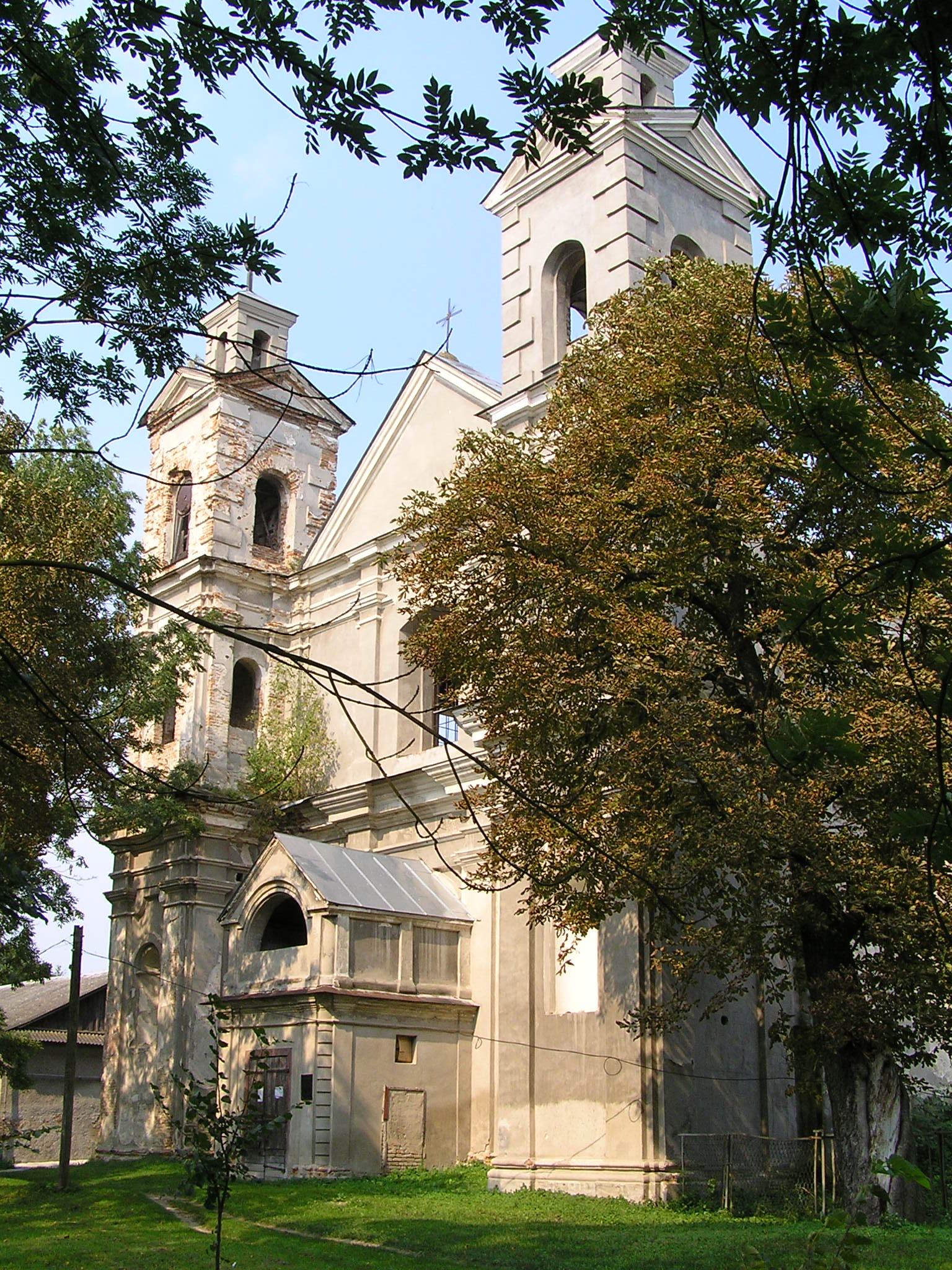
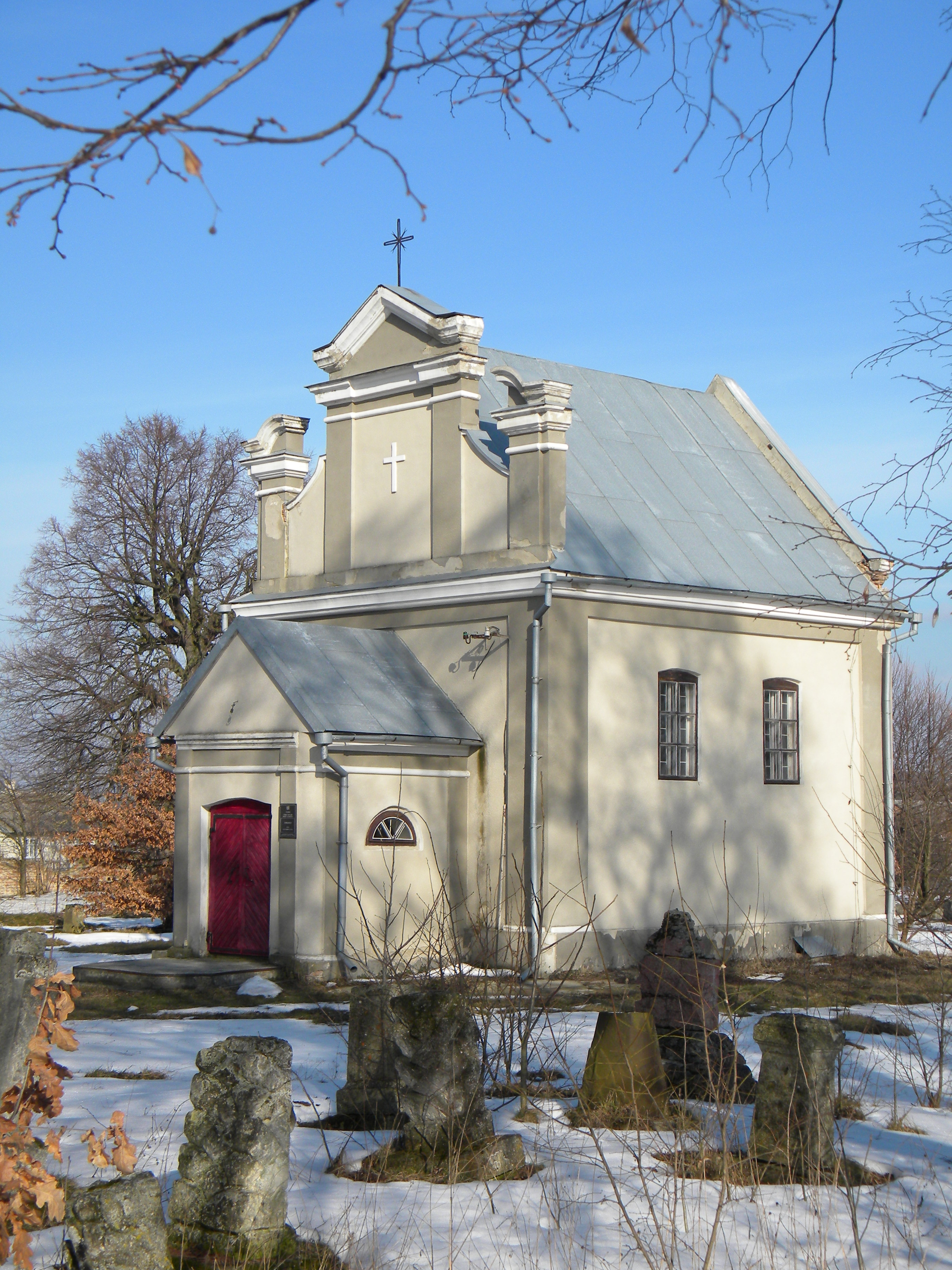
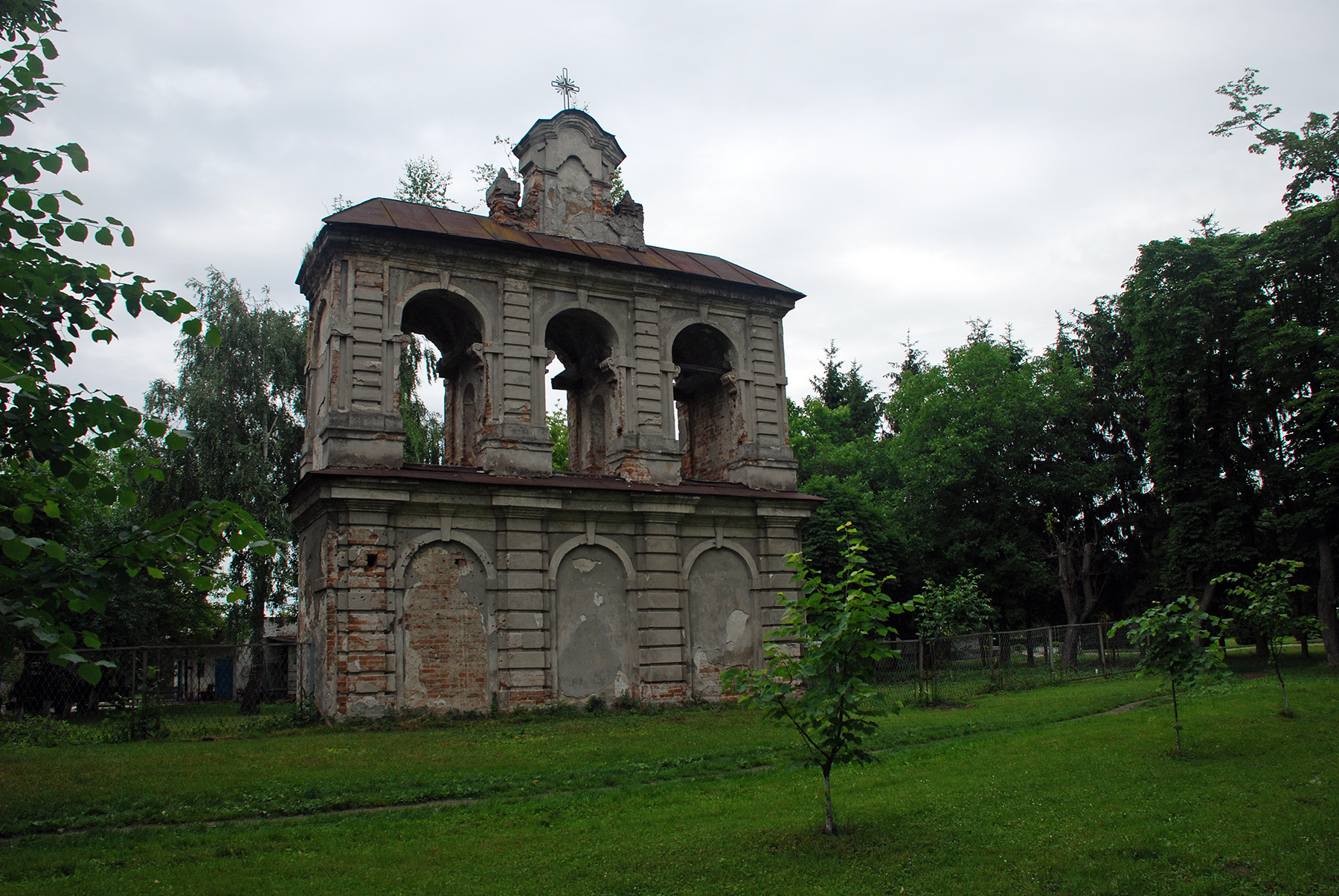
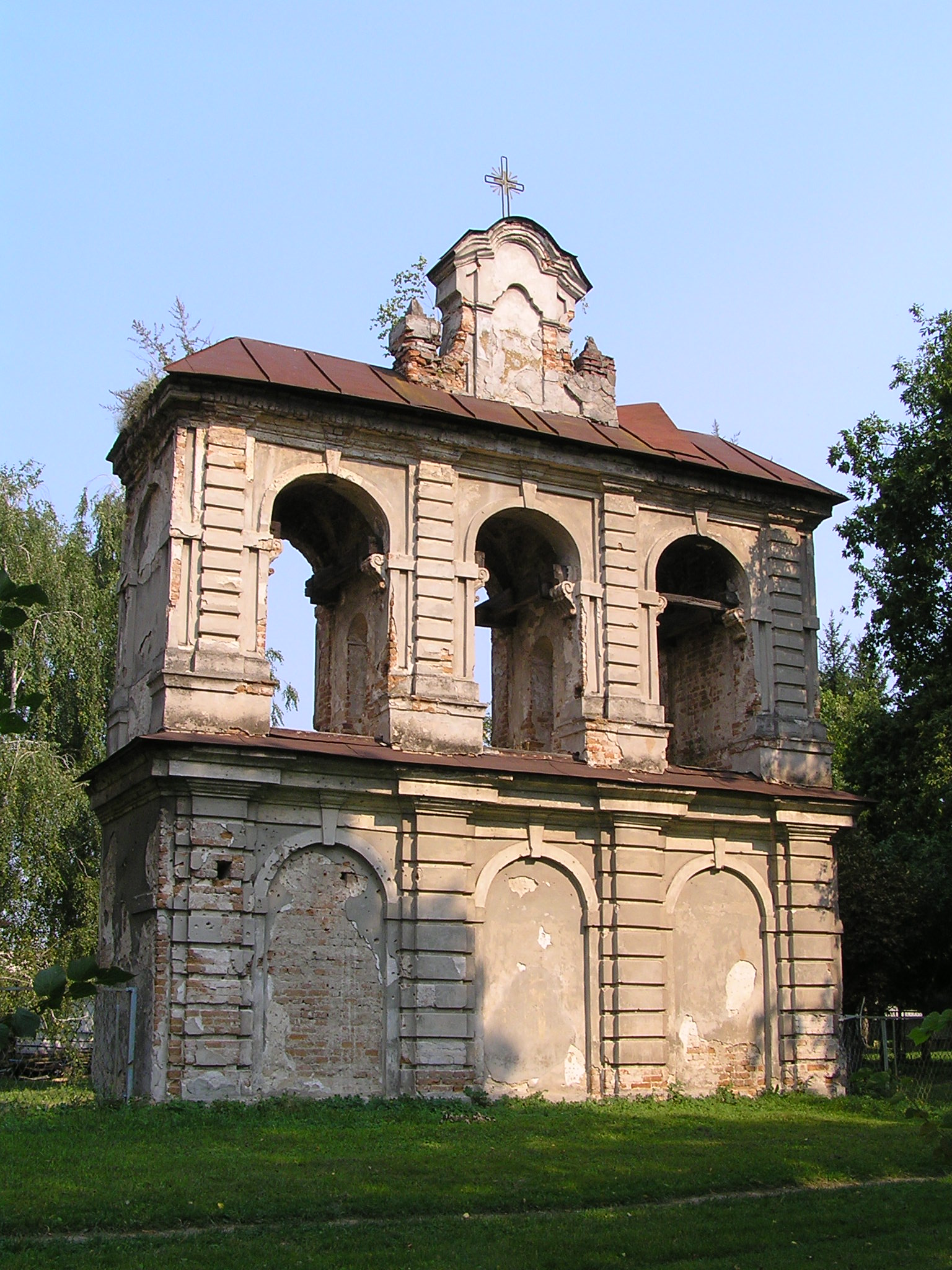
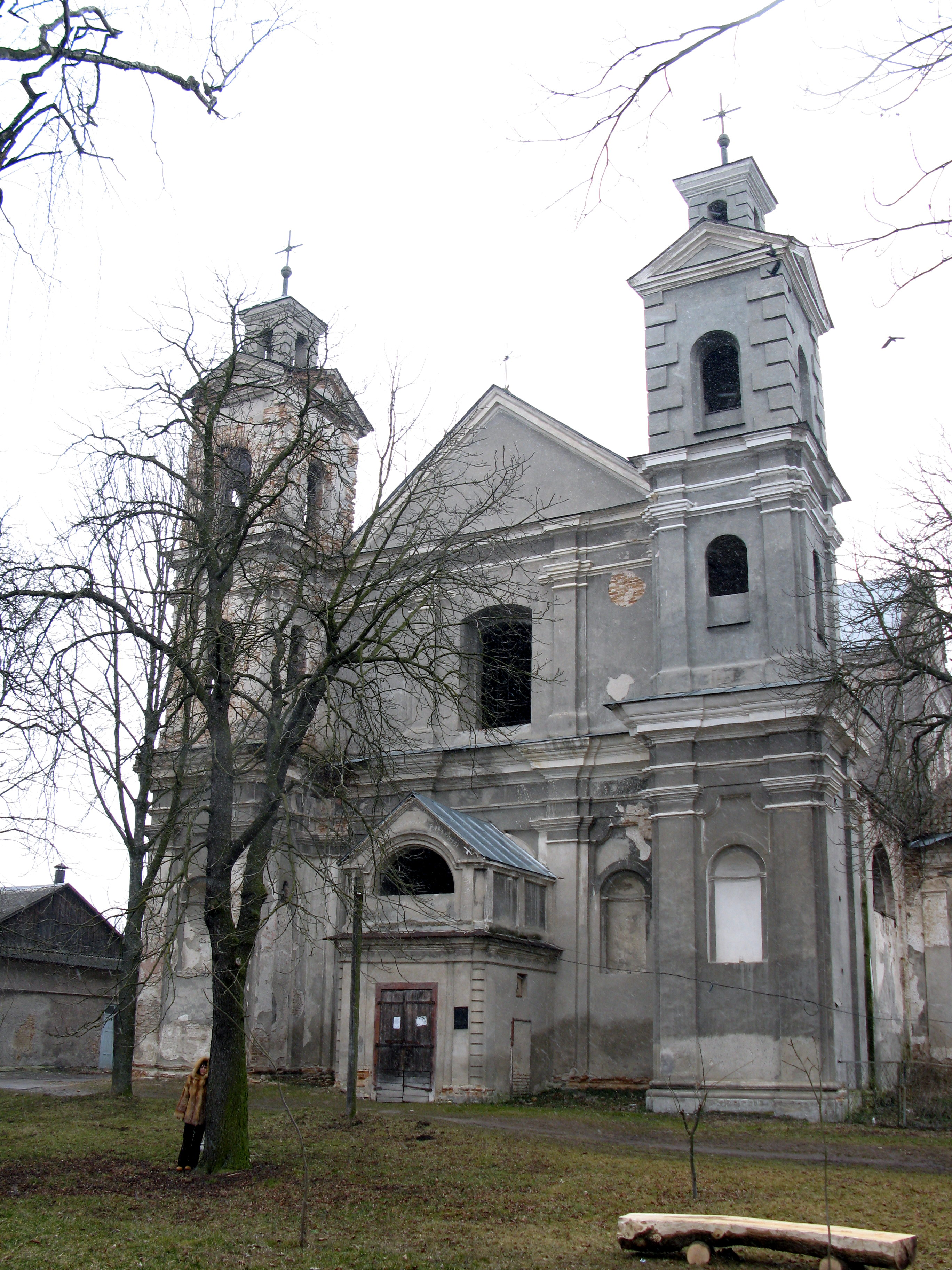
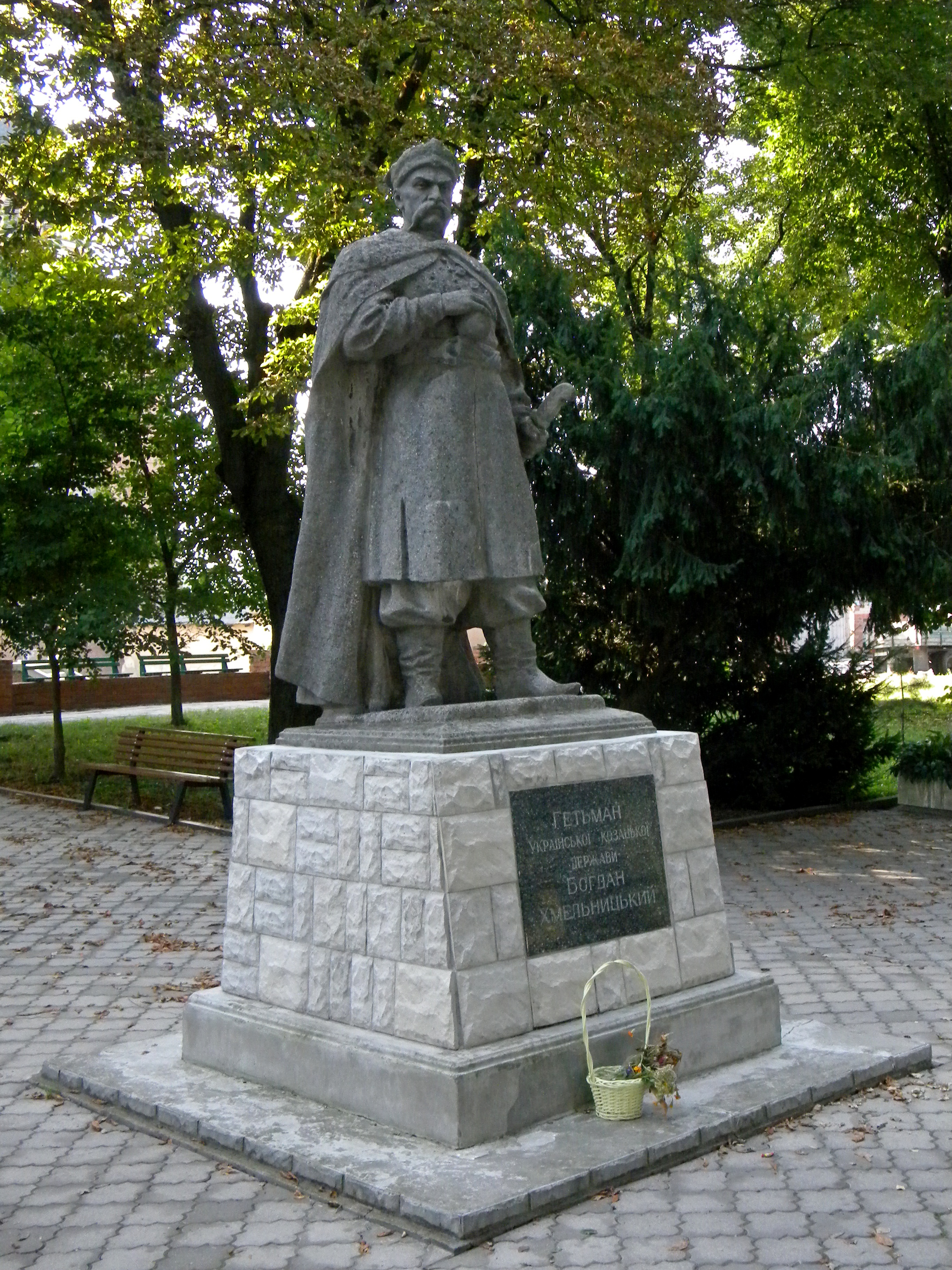
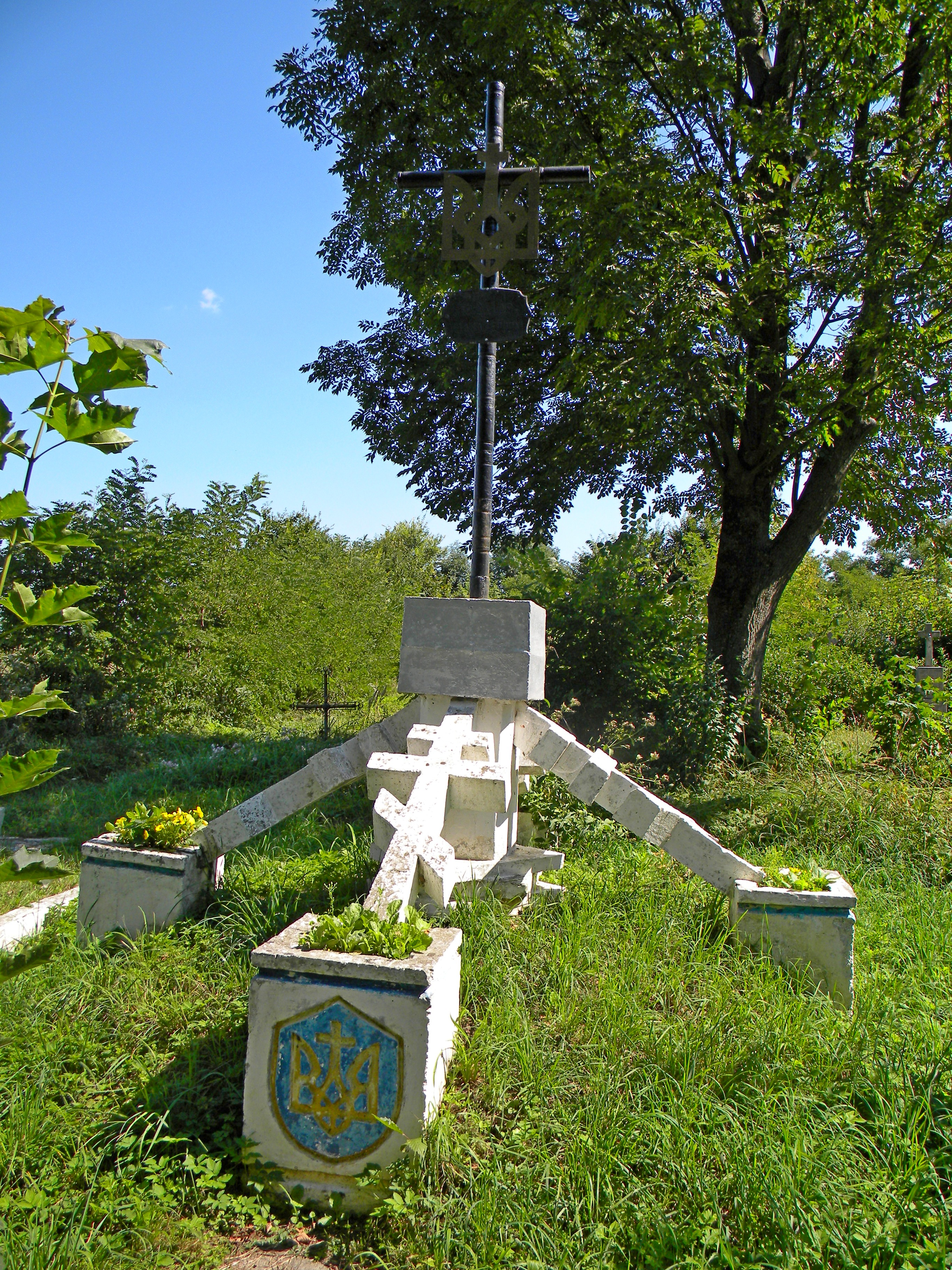
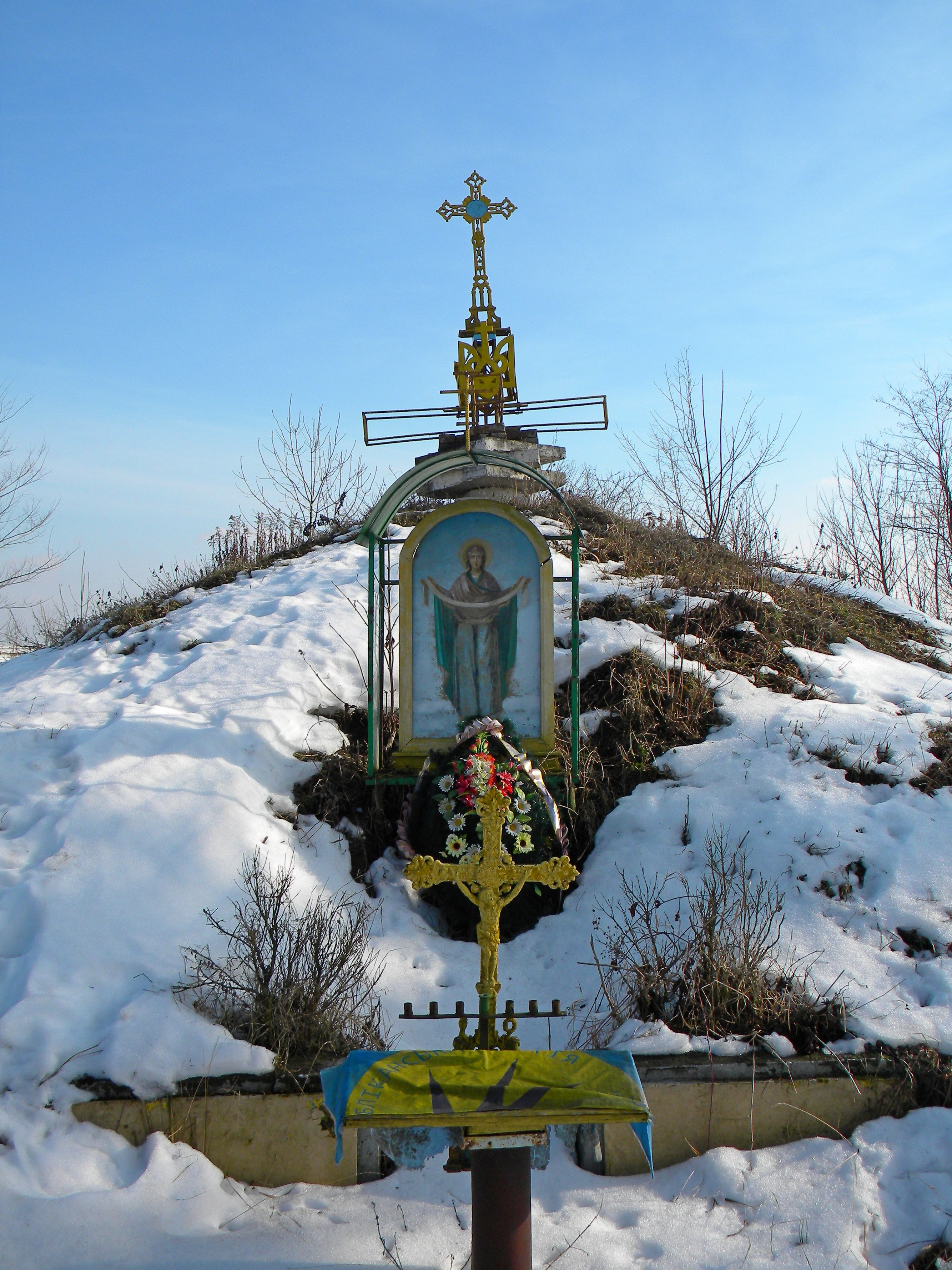

## 來源
1. ↑  . 北京: 中国地图出版社. 2023. ISBN 9787520431699.
2. ↑   (PDF).   [2023-01-04]. （原始内容存档 (PDF)于2022-08-10）.